# 무드살롱
무드살롱은 대한민국의 음악 그룹이다. 2011년 EP 앨범 [Mood Salon 1st EP]로 데뷔했다.

## 음반
- Mood Salon 1st EP (2011)
- Back To The 60s (2012)
- Open Salon's Door (2012)
- 제비다방 컴필레이션 2016 (2016)
- 캔디 크러쉬 (Candy Crush) (2017)

## 공연
- 2013 안산밸리록페스티벌 (2013)
- 라이즈 어게인 Vol.1 (2013)
- 2015 레인보우 아일랜드 (2015)
- 레인보우 아일랜드 뮤직&캠핑 2016 (2016)
- 2016 제비다방 컴필레이션 앨범 발매기념 공연 (2016)
- 레인보우 아일랜드 2017 (2017)